# Streblosa scabridula
Streblosa scabridula är en måreväxtart som beskrevs av Cornelis Eliza Bertus Bremekamp. Streblosa scabridula ingår i släktet Streblosa och familjen måreväxter. Inga underarter finns listade i Catalogue of Life.